# 4QSam a
4QSam a is een handschrift van de beide Bijbelboeken 1 Samuel en 2 Samuel dat deel uitmaakt van de Dode Zee-rollen en gevonden is in grot 4 bij Qumran.

## Vondst

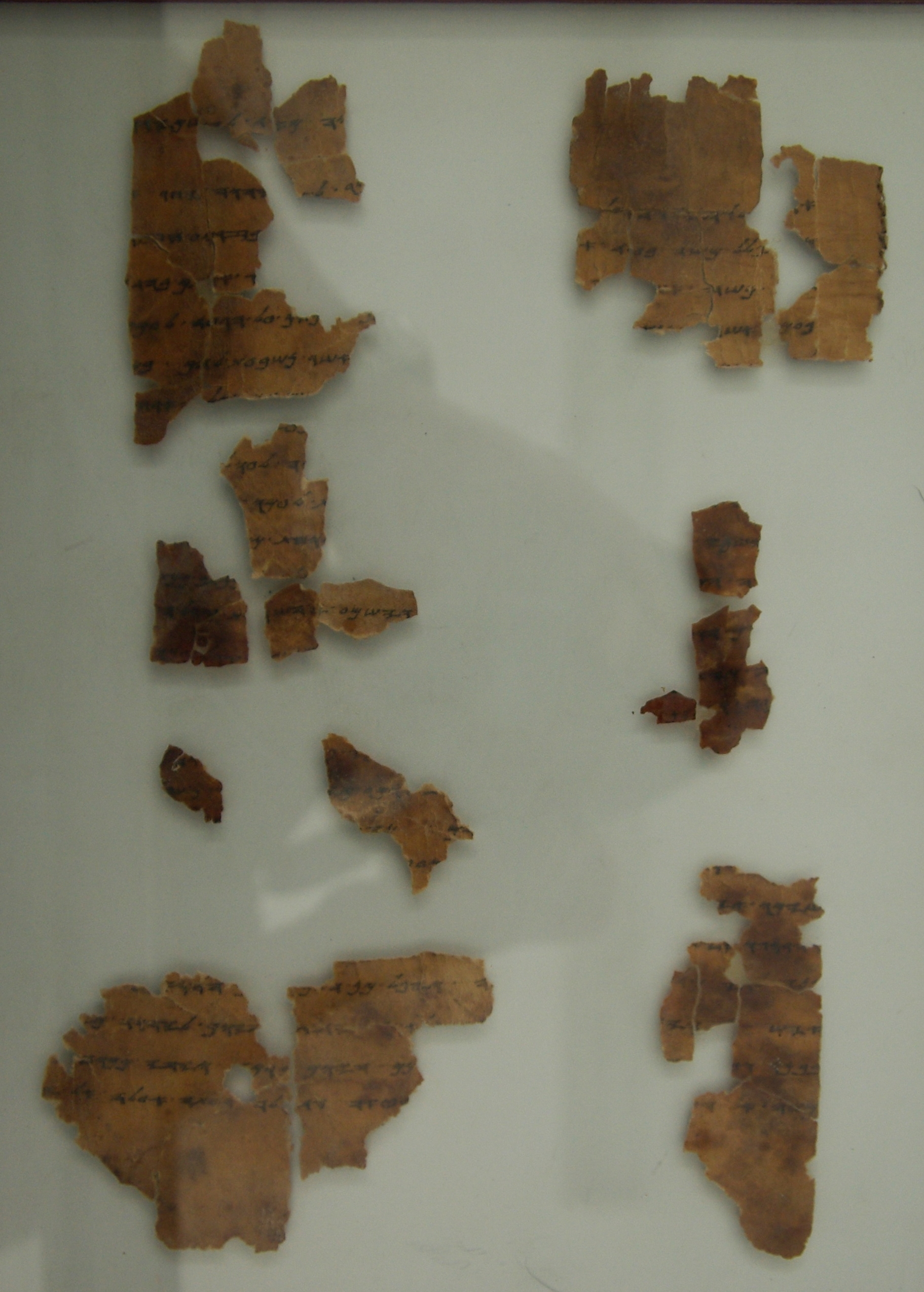
Fragmenten uit grot 4 (deze zijn niet van het boek Samuel)

4QSam a is een van drie Samuelhandschriften die in 1952 ontdekt werden in grot 4. De archeologen Roland de Vaux en Gerald Harding haalden onder meer 27 fragmenten van 4QSam a uit een gat in de grond. Ze waren daar gaan zoeken op aanwijzingen van bedoeïenen die ongeveer 15000 fragmenten uit de grot hadden meegenomen. De 27 fragmenten waren aanvankelijk onleesbaar, maar in de daaropvolgende maanden lukt het ze te ontcijferen en blijken ze van de eerste twee hoofdstukken van het boek 1 Samuel te zijn. Toen de fragmenten van de bedoeïenen werden onderzocht, bleken er fragmenten van in totaal drie rollen Samuel gevonden te zijn: 4QSam a,b en c.

## De rol
4QSam a is tussen 50 en 25 v Chr. vervaardigd. De fragmenten bevatten samen bijna 15% van de tekst. De rollen zijn van leer, en de grootste schade is aangericht door wormen. De fragmenten beslaan vrijwel het gehele boek 1 en 2 Samuel.
Van de andere Samuelrollen is minder bewaard gebleven.
Van 4QSam b dat dateert uit ca 250 voor Christus, is één groot fragment (19 regels ) met 7 kleinere fragmenten gevonden.
Van 4QSam c dat dateert uit 100-75 voor Christus, zijn naast een paar verzen uit 1 Samuel 25 veel kleine fragmenten over die samen 2 Samuel 14 en 15 vormen.

## De tekst
De tekst van 4QSam a lijkt meer op de tekst van 1 Kronieken en 2 Kronieken dan op de Masoretische Tekst van Samuel. (De tekst van een ander handschrift 4QSam b is meer verwant aan de Septuagint dan aan de Masoretische Tekst).
Enkele interessante varianten van 4QSam a vergeleken met de Masoretische Tekst:
- In 1 Samuel 10 en 11 komt de kersverse koning Saul op voor de inwoners van Jabes in Gilead, die bedreigd worden door de vijand die hun een oog wil uitsteken. 4QSam a licht toe dat de vijand dat bij alle overwonnen steden deed, zoals ook Flavius Josephus vertelt.[1]
- In 1 Samuel 17:4 is de lengte van Goliat volgens de Masoretische Tekst 6 el en een span (2,8 m); volgens 4QSam a 4 el en een span (ruim 2 m).[2] De lezing van 4QSam a wordt ondersteund door twee van de Septuaginthandschriften (Codex Vaticanus en L).
- In 2 Samuel 11 vermeldt 4QSam a dat Uria de wapendrager van Joab was. Flavius Josephus vermeldt dit ook. De Masoretische Tekst en de Septuagint vermelden dit niet.[3]